# Añasco
Añasco ist eine der 78 Gemeinden von Puerto Rico. Sie liegt im Westen von Puerto Rico. Sie hatte 2019 eine Einwohnerzahl von 26.161 Personen.

## Geografie
Añasco ist eine Gemeinde an der Westküste der Insel, die im Westen an die Mona-Passage grenzt, nördlich von Mayagüez und Las Marias; südlich von Rincón, Aguada und Moca und westlich von San Sebastián und Las Marias.

## Geschichte
Die Stadt wurde am 18. Oktober 1733 gegründet und nach Don Luis de Añasco benannt, einem Kolonisten aus der Region Extremadura in Spanien, der mit Juan Ponce de León nach Puerto Rico kam. Añasco wurde durch die Initiative des reichen Landbesitzers Don José de Santiago gegründet, der die Villa auf den Grundstücken von Don Luis de Añasco errichten wollte. Das Grundstück befand sich am Rande des Río Guaorabo, wie die Taínos ihn nannten.
Der Stadt Añasco ging die erste Siedlung von San Germán voraus. Im November 1511 übergab Juan Ponce de León die Statthalterschaft an Juan Cerón, einen Leutnant des Vizekönigs Diego Kolumbus (Sohn von Cristopher Kolumbus). Cerón beauftragte Miguel de Toro, einen Leutnant von Juan Ponce de León, ein „christliches Dorf“ im Westen Borinquens zu gründen und nannte es San Germán. Dies war der zweite Gründungsversuch, der 1511 an der Mündung des Guaorabo-Flusses (dem heutigen Rio Añasco), in der Nähe des Gebiets, das heute als Añasco bekannt ist, stattfand. Diese erste Siedlung wurde 1528, 1538 und erneut 1554 angegriffen. Ein Fort zum Schutz dieser Stadt wurde 1540 begonnen, aber sein Bau wurde 1546 eingestellt, als die Menschen beschlossen, ins Landesinnere zu ziehen, da sie der Angriffe müde waren. Angriffe von Kariben-Indianern zwangen die Bevölkerung, nach Süden ins Landesinnere zu ziehen, an den heutigen Standort der Stadt San Germán.
Der Añasco-Fluss soll auch der Standort der populären Legende vom Ertrinken des Spaniers Diego Salcedo im Jahre 1511 durch die Taínos sein, was bewies, dass die spanischen Soldaten keine Götter waren und einen Aufstand auslöste. Es wird geglaubt, dass der Aufstand von dem Kaziken Chayoán angeführt und von spanischen Soldaten unterdrückt wurde.
Viele der ersten Siedler in dieser Gegend kamen von den Kanarischen Inseln und aus dem Süden Spaniens. Im 18. Jahrhundert war Añasco die viertbevölkerungsreichste Gemeinde in Puerto Rico. Das Erdbeben von San Fermín im Jahr 1918 zerstörte die Pfarrkirche von Añasco, das Rathaus und andere Gebäude, wodurch der größte Teil der historischen Strukturen im Stadtzentrum ausgelöscht wurde.

## Gliederung
Die Gemeinde ist in 23 Barrios aufgeteilt:
1. Añasco Abajo
2. Añasco Arriba
3. Añasco barrio-pueblo
4. Caguabo
5. Caracol
6. Carreras
7. Casey Abajo
8. Casey Arriba
9. Cerro Gordo
10. Cidra
11. Corcovada
12. Dagüey
13. Espino
14. Hatillo
15. Humatas
16. Marías
17. Miraflores
18. Ovejas
19. Piñales
20. Playa
21. Quebrada Larga
22. Río Arriba
23. Río Cañas

## Wirtschaft
Bereits im 16. Jahrhundert wurde in Añasco Zuckerrohr angebaut.

## Persönlichkeiten
- Mariana Bracetti (1825–1903), puerto-ricanische Freiheitskämpferin
- Arístides González (* 1961), Boxer
- Ivy Queen (* 1972), Musikerin